# Marian Josef Heinl
Marian Josef Heinl OPraem (* 23. Januar 1785 in Loket, Böhmen als Johann Josef Heinl; † am 3. Mai 1867 in Krukanice, Böhmen) war ein römisch-katholischer Ordenspriester und zwischen 1843 und 1867 Abt des Stiftes Tepl.

## Leben
Heinl legte 1808 die Profess ab. Nach seiner Priesterweihe am 6. August 1809 wirkte er als Katechet am Pilsner Gymnasium sowie als Pfarrer in Czihana. Weiters oblag Heinl die Verwaltung der Grangie von Krukanice bei Pernarec (deutsch: Pernharz), das heute im Bezirk Pilsen-Nord liegt. Am 30. März 1843 wählte ihn der Konvent des Stiftes zum Abt, dessen Prior er bereits war. Sein indirekter Vorgänger im Abtsamt, Karl Prokop Reitenberger, lebte zu dieser Zeit im Stift Wilten bei Innsbruck, wohin er auf Bitten Kaiser Franz II. (HRR) verwiesen wurde. Die Wahl des nur sechs Jahre jüngeren Heinls verhinderten seine Rückkehr nach Tepl endgültig.
Nach seiner Wahl gründete Heinl 1843 die Pfarre im Kurort Marienbad mit einem unabhängigen Pfarramt. Zwischen 1844 und 1848 ließ er in Marienbad die Kirche Mariä Himmelfahrt (Kostel Nanebevzetí Panny Marie) im neo-byzantinischen Stil errichten. Obwohl die klösterlichen Finanzen durch die Revolution von 1848/1849 stark in Mitleidenschaft gezogen wurden, initiierte Heinl 1853 den Ausbau der Schule und ließ Kur- und Kultureinrichtungen in Marienbad und der Region kostspielig ausbauen. Heinls Interesse galt auch den Patienten des israelitischen Hospitals in Marienbad, denen unentgeltliche Behandlungen ermöglicht wurden. In Mnichov, das bis 1848 zur Grundherrschaft des Stiftes Tepl gehörte, stiftete Heinl 1856 das sogenannte Einsiedler-Institut der Schulschwestern von Unserer Lieben Frau.
Von 1861 bis 1867 hatte Heinl als Prälat einen Sitz im Böhmischen Landtag. Zu seinem Begräbnis am 7. Mai 1867 versammelte sich nach Augenzeugen eine „ungewöhnlich große Menge von Trauergästen“.

## Ehrungen
- Ehrendoktor der Karls-Universität (1848)[9]
- Komturkreuz des Franz-Joseph-Orden (1854)[5]